# Лукан (город, Миннесота)
Лукан (англ. Lucan) — город в округе Редвуд, штат Миннесота, США. На площади 1 км² (1 км² — суша, водоёмов нет), согласно переписи 2002 года, проживают 226 человек. Плотность населения составляет 231,9 чел./км².
- Телефонный код города — 507
- Почтовый индекс — 56255
- FIPS-код города — 27-38420[1]
- GNIS-идентификатор — 0647278[2]